# Lara Vadlau
Lara Vadlau (29 de março de 1994) é uma velejadora austríaca.

## Carreira
Nas Olimpíadas de Verão de 2012, ela competiu na classe feminina 470, onde, ao lado da companheira de tripulação Eva-Maria Schimak, terminou em 20º. Nas Olimpíadas de Verão de 2024, Vadlau ganhou a medalha de ouro no evento misto 470 com Lukas Mähr.
Vadlau estave em um relacionamento com a jogadora de futebol alemã Lea Schüller de 2019 a 2023.